# Serian (Sarawak)
Pour les articles homonymes, voir Serian.
Serian est une ville de l’État de Sarawak, en Malaisie. Sa population s'élevait à 91 599 habitants en 2010 .

## Géographie
Serian est située à 50 km — 65 km par la route — au sud-est de Kuching, la capitale de l’État de Sarawak. La Jalan Kuching–Serian (Kuching-Serian Highway en anglais), qui est une section de la Pan Borneo Highway, relie les deux villes.